# Гликемия
Гликемия (от др.-греч. γλυκύς — «сладкий» и αἷμα — «кровь») — содержание глюкозы в крови. Норма — 590—1080 мг или 3,3—6,0 ммоль/л. Это — одна из самых важных управляемых переменных у живых организмов (гомеостаз). Термин был предложен французским физиологом Клодом Бернаром (1813—1878).

## Физиологическая регуляция
Гликемия управляется несколькими физиологическими процессами. Уровень глюкозы колеблется к более высоким уровням после приема пищи, из-за желудочного и кишечного поглощения легко-усваиваемых углеводов (низкой молекулярной массы) из пищи или путём расщепления из других продуктов питания, таких как крахмалы (полисахариды). Уровень глюкозы понижается в результате катаболизма, особенно при повышении температуры, при физической нагрузке, стрессе.
Другие пути регуляции уровня гликемии — глюконеогенез и гликогенолиз. Глюконеогенез — процесс образования в печени и отчасти в корковом веществе почек молекул глюкозы из молекул других органических соединений, например, свободных аминокислот, молочной кислоты, глицерина. При гликогенолизе накопленный гликоген печени и скелетных мышц преобразуется в глюкозу путём нескольких метаболических цепей. 
Избыток глюкозы преобразовывается в гликоген или в триглицериды для аккумулирования энергии. Глюкоза — самый важный источник метаболической энергии для большинства клеток, особенно для некоторых клеток (например, нейроны и эритроциты), которые почти полностью зависят от уровня глюкозы. Мозг требует довольно устойчивой гликемии, чтобы функционировать. Концентрация глюкозы в крови человека менее 3 ммоль/л или более, чем 30 ммоль/л могут привести к бессознательному состоянию, судорогам и коме.
В регулировании метаболизма глюкозы вовлечены несколько гормонов, таких как инсулин, глюкагон (выделяемый поджелудочной железой), адреналин (секретируемый надпочечниками), глюкокортикоиды и стероидные гормоны (секретируемые гонадами и надпочечниками).

## Измерение
В клинической практике есть 2 способа выявления гликемии:
- гликемия натощак — измеряется концентрация глюкозы после 8-часового голодания
- тест толерантности к глюкозе — трехкратное измерение концентрации глюкозы крови с 30-минутным интервалом после углеводной нагрузки.

В некоторых состояниях рекомендуется мониторинг концентрации глюкозы в крови, который обычно проводится пациентом самостоятельно при помощи портативного глюкометра.
При ряде заболеваний и некоторых состояниях концентрация глюкозы в крови может или повышаться (сахарный диабет)— это состояние называется гипергликемия, или снижаться (неверно подобранная доза инсулина при сахарном диабете, строгая диета, большие физические нагрузки) — это называется гипогликемия.